# Saint-Siméon-de-Bressieux
 Saint-Siméon-de-Bressieux  es una población y comuna francesa, en la región de Ródano-Alpes, departamento de Isère, en el distrito de Grenoble y cantón de Saint-Étienne-de-Saint-Geoirs.

## Demografía
| 1493 | 1743 | 1774 | 1861 | 2527 | 2600 | 2437 | 2498 |
| Para los censos de 1962 a 1999 la población legal corresponde a la población sin duplicidades (Fuente: INSEE [Consultar]) |      |      |      |      |      |      |      |

Es la comuna más poblada del cantón.